# Pietro Bracci
Pour les articles homonymes, voir Bracci.

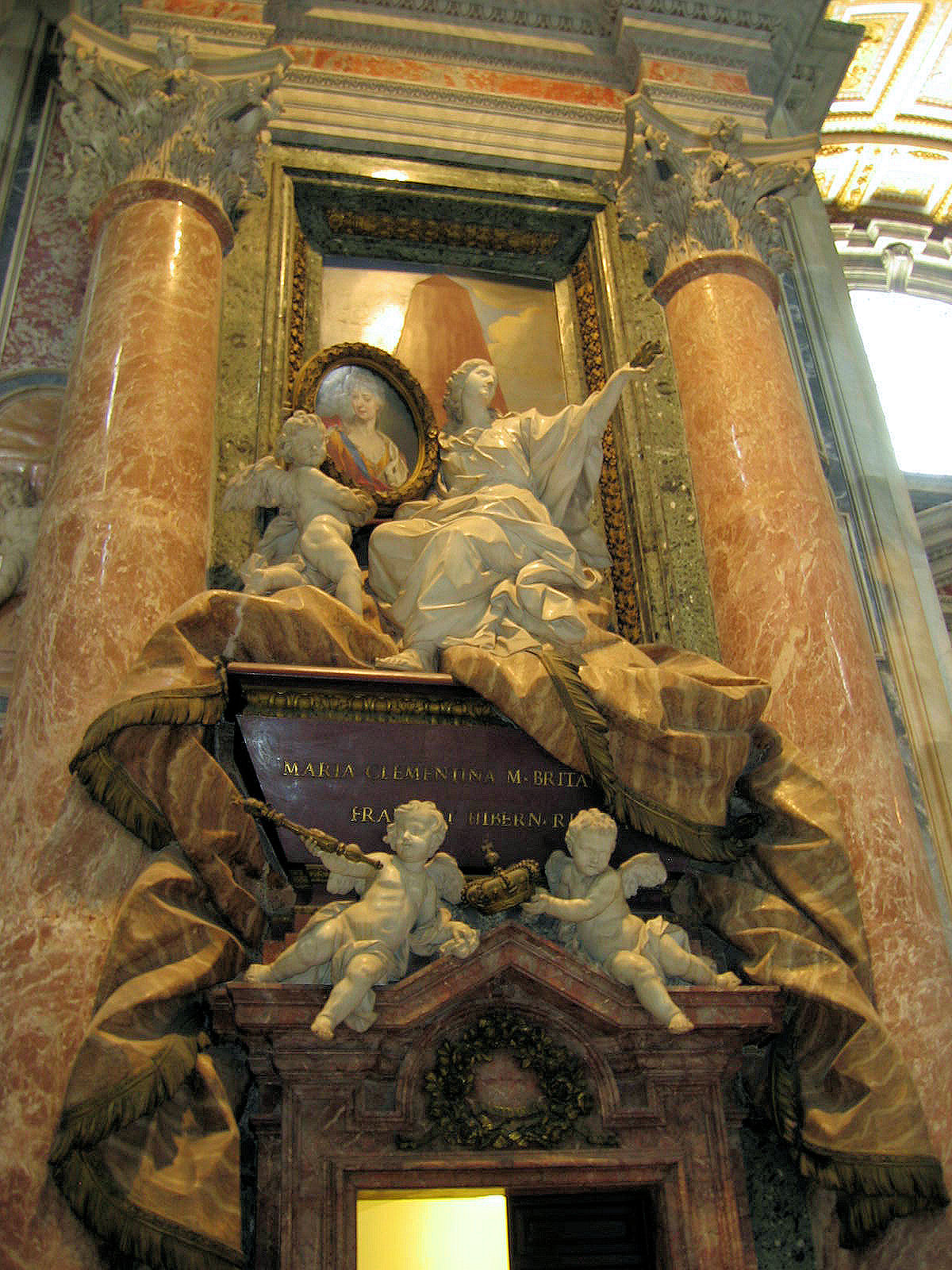
Tombeau de Maria Clementina Sobieska

Pietro Bracci (Rome, 1700 - Rome, 1773) est un sculpteur italien dont l'œuvre s'inscrit dans le courant du baroque tardif. Ses œuvres les plus connues sont le colossal Oceanus ou Neptune de la Fontaine de Trevi et quatre grands monuments funéraires à Rome.

## Biographie
Né à Rome, Pietro Bracci devient l'élève de Giuseppe Bartolomeo Chiari et Camillo Rusconi. À Rome, il sculpte les personnages du tombeau de Benoît XIII (1734) à la Santa Maria sopra Minerva, conçu par l'architecte Carlo Marchionni et pour le tombeau du pape Benoît XIV (1763-1770) dans la basilique Saint-Pierre achevé avec l'aide de son élève Gaspare Sibilia. Le troisième tombeau  sur lequel il œuvrait à Saint-Pierre commémore Marie-Clémentine Sobieska (1742), l'épouse de Jacques François Stuart, l'un des prétendants catholiques au trônes d'Angleterre, l'Écosse et d'Irlande. C'est l'un des trois monuments de Saint-Pierre dédié à la lignée royale destituée des Stuart. Cette sculpture polychrome contient une mosaïque de Maria Clementina brandie par la Charité. Le monument est conçu par l'architecte Filippo Barigioni qui en a fourni les études préparatoires. Bracci a également conçu et sculpté le tombeau polychrome du cardinal Giuseppe Renato Imperiali (1741) pour la basilique Sant'Agostino in Campo Marzio.
Son œuvre la plus connue est le colossal Oceanus - également connu sous le nom de Neptune - (après 1759), de la Fontaine de Trevi à Rome, où il est contraint de suivre un modello en plâtre  de Giovanni Battista Maini qui meurt avant de pouvoir en exécuter le marbre. Bracci ajoute l'Oceanus et les tritons quand il s'attaque à la fontaine. Après la mort de Nicola Salvi (1751), le travail est interrompu alors que seules les fondations sont construites. Quelques années plus tard, les travaux sont assignés à Panini qui doit s'arrêter après avoir modifié le projet. Bracci le reprend donc en 1761 et l'achève en 1763. Nicola Salvi et Pietro Bracci étaient de vieux amis, tous deux membres de l'Arcadia et de la confrérie des virtuoses du Panthéon.
On connaît plusieurs bustes officiels de Benoît XIII par Bracci, ainsi qu'une terre cuite (1724), conservés au Palais de Venise à Rome. Le portrait en marbre d'un pape aussi âgé était une représentation périlleuse de la beauté. Le musée de Grenoble expose également un buste en marbre de Benoît XIV réalisé par Bracci.

## Sources
- (en) Cet article est partiellement ou en totalité issu de l’article de Wikipédia en anglais intitulé « Pietro Bracci » (voir la liste des auteurs).